# Beatriz Allocco
Beatriz Eva Allocco (Buenos Aires, 1955) es una exatleta argentina que se especializaba en pruebas de velocidad. Está considerada entre las diez atletas más importantes de la historia de ese deporte en Argentina. Perteneció al equipo de atletismo del Club Atlético River Plate y a La Agrupación Atlética Aconcagua. Sus logros más trascendentes son los récords argentinos de 100 metros llanos y 200 metros llanos, ambos registrados en 1978; el primero fue superado en 2004, 26 años después y el segundo no ha sido superado hasta la actualidad (sep-2008). En 100 metros Allocco marcó 11.61s el 28 de octubre de 1978 en Santiago de Chile. En 200 metros Allocco marcó 22.94s el 11 de noviembre de 1978 en La Paz.

## Biografía
Beatriz Allocco participó en tres Juegos Panamericanos (1971, 1975 y 1979), en 100 metros, 200 metros y posta de 4X100, obteniendo los siguientes mejores resultado:
- Posta 4×100 (1975): 5.º
- Posta 4×100 (1971): 7.º
- 200 m llanos (1979): 8.º